# مذنب سويفت تتل

مذنب سويفت تتل

سويفت تتل (بالإنجليزية: Comet Swift–Tuttle)‏

## الاكتشاف
الأكتشاف الأول: يعود إلى لويس سويفت الذي رصد المذنب لأول مرة في 16 تمور عام 1862م.
كما تنبأ برايان مارسدن بعودة المذنب سويفت تتل في أواخر عام 1992 م  حيث أعيد اكتشاف المذنب «سويفت تتل» بعد غياب 130 عاماً، وهي مدة دورته حول الشمس ولقد خلف هذا المذنب نتيجة هذا الدوران حزاماً من الغبار والشوارد الناتجة عن انبعاثات المذنب عند اقترابه من الشمس وهذا الحزام له مدار حول الشمس بتقاطع مع مدار الأرض كل عام ونتيجة هذا التقاطع تمر الأرض بهذا الحزام مما يسبب احتكاك الغلاف الجوي بهذا الغبار والذي بدوره يولد زخات من الشهب والتي يتم رصدها كل عام في جميع أنحاء الكرة الأرضية وتدعى بزخات البرشاويات نسبة للبرج الذي سيكون في خلفية هذه الزخات وتقارب سرعة الهطول /80-110/ كم بالثانية.